# 昴光司
昴 光司（すばる こうじ、1972年8月30日 - ）は、長野県飯田市出身で高砂部屋に所属した元大相撲力士。本名は下澤 吉雄。176cm、110.5kg。最高位は西幕下10枚目。

## 経歴
- 1988年3月初土俵、2001年1月引退。
- 通算78場所256勝260敗23休
- 改名：下澤→伊那乃富士吉雄→昴光司

## その他
2013年8月12日にNHKで放送された「ドキュメンタリー同期生　土俵探し　今なお～大相撲昭和63年春組～」に出演し、現在は岐阜県高山市で製薬会社（中京医薬品）の営業をしていることを明かした。
闘牙進の四股名は兄弟子の昴が名付けている。
現在は大阪府堺市で保険業の会社であるすばる保険そうだんを営んでいる